# سباق الأسطول
سباق الأسطول هو شكل من أشكال الإبحار التنافسي الذي يتضمن سباقات المراكب الشراعية مع بعضها البعض في مسار محدد. إنه الشكل الأكثر شيوعًا لسباق المراكب الشراعية ويتناقض مع سباق المبارة سباق الفرق .
يمكن إجراء سباقات الأسطول في شكلين رئيسيين. الشكل الأساسي هو "التصميم الواحد" ، تكون جميع القوارب في الأسطول من نفس الفئة (أي نفس التصميم والطول ومساحة الشراع). بدلاً من ذلك ، يمكن لفئات مختلفة من القوارب التسابق على أساس الإعاقة ، حيث تمنح الفئات الأسرع وقتًا للفئات الأبطأ إما عن طريق بدء السباق لاحقًا أو تعديل أوقات الانتهاء بعد انتهاء السباق. يمكن أن يجري السباق حول أو بين العوامات أو المعالم الجغرافية مثل الجزر ، ويجري على مسارات شاطئية قصيرة أو مسافات طويلة بعيدًا عن الشاطئ (مثل سباق فولفو للمحيطات ).
يتم وضع قواعد سباق الأسطول بواسطة الاتحاد الدولي للإبحار (World Sailing) ويمكن استكمالها بقواعد خاصة بالسباق يحددها منظمو سباق معين. يتم حل مخالفات القواعد إما عن طريق أخذ قارب طواعية عقوبة أثناء السباق ، أو عن طريق الاحتجاج الذي يتم تقديمه وسماعه بعد السباق. من ناحية أخرى ، يتم تطبيق قواعد سباق المباريات عادة من قبل الحكام الذين يصدرون عقوبات أثناء السباق.
يتضمن سباق الأسطول اعتبارات إستراتيجية وتكتيكية أقل للبحار من سباقات المبارة. في سباقات الأسطول ، عادةً ما يكون العامل الأكثر أهمية في نتيجة السباق هو سرعة كل قارب. وصف بن أينسلي ، الحاصل على الميدالية الذهبية في سباقات الإبحار ثلاث مرات ، والذي دخل في سباق المباريات لكأس أمريكا 2007 ، الاختلافات بين سباقات الأسطول وسباق المباريات بأنها «ضخمة».
في أولمبياد 2008 ، كانت جميع أحداث الإبحار الأحد عشر عبارة عن سباقات أسطول من تصميم واحد. بينما يجري الإبحار في كأس أمريكا كسلسلة من سباقات المبارة.